# 吳蘇妹
吳蘇妹（1952年—），祖籍廣東恩平，喜剧演员，擅长饰演草根人物，因出演粤语短剧《外来媳妇本地郎》“李彩娇”一角而广为人知。现为广东话剧院喜剧团团长，广东戏剧家协会会员，广东话研会会员，广东影视促进会会员。

## 生平
吴苏妹1952年出生于广东江门恩平，1969年随父母工作到湛江生活，1970年加入广东话剧团普通话队（现广东话剧院实验剧团），1973年借调到粤语队（现广东话剧院喜剧团），为此苦练粤语，为了塑造舞台的人物角色，曾特地钻研了广东不同地方的方言及口音，如广州话、四邑话、顺德话、湛江黎话、高州话、不标准的“化州话”以及少量的客家话、潮州话，会说茂名、高州、化州、雷州、湛江、台山、开平、阳江几个地方的语言。她先後演出《风华正茂》、《糊涂爹娘》、《阿混新传》、《生仔夢》、《婚恋奇情》、《欲望大厦》、《眼睛》等話劇，1989年任广东话剧院喜剧团副团长，也就是1980年代加入電視圏行列，主演了百多集电视系列剧《万花筒》。2001年任广东话剧院喜剧团团长。2002年，应《外来媳妇本地郎》剧组邀请，饰演剧中汝好餐厅大厨、带粤西口音的乡下寡妇“李彩娇”（娇姐）一角，因角色贴地而广受观众喜爱。
吴苏妹育有一子杨成，2004年毕业于中央戏剧学院，现为中国儿童艺术剧院演员、导演，两母子曾在《扭計師爺陳夢吉》合作。

## 主要作品

### 電視劇
- 《万花筒》
- 《傻有傻福》 飾 阿好
- 《外来媳妇本地郎》 飾 李彩嬌
- 《扭計師爺陳夢吉》

### 話劇
- 《风华正茂》
- 《糊涂爹娘》
- 《阿混新传》
- 《生仔夢》
- 《婚恋奇情》
- 《欲望大厦》
- 《眼睛》